# Ossian Reuter
Odert Ossian Reuter, född 17 september 1844 i Västanfjärd, död 8 augusti 1908 i Lovisa, var en finländsk tidningsman. Han var son till Odert Reuter och bror till Jonatan Reuter. 
Reuter redigerade 1883–1887 Ekenäs Notisblad i radikalt svensksinnad anda och var 1876–1886 tillförordnad stadsfiskal i Ekenäs. Han redigerade Tammerfors Aftonblad 1887–1890, blev 1890 medlem av Nya Pressens redaktion och medarbetade i flera andra tidningar och tidskrifter fram till 1898, då han utsågs till redaktör för Östra Nyland. Han hade mångsidiga kulturella intressen och arbetade vid sidan av sitt yrke som tidningsman bland annat för höjandet av fiskerinäringen; Reuter tog 1891 initiativ till grundandet av Fiskeriföreningen i Finland. Han utgav ett antal mindre skrifter, bland annat Skildringar från Västra Nyland (1891).